# Juki Cučihašiová
Juki Cučihašiová (japonsky 土橋 優貴, * 16. ledna 1980 Tokušima) je bývalá japonská fotbalistka.

## Reprezentační kariéra
Za japonskou reprezentaci v roce 2001 odehrála 4 reprezentační utkání. Byla členkou japonské reprezentace i na Mistrovství Asie ve fotbale žen 2001.

## Statistiky
| Japonsko | Japonsko | Japonsko |
| Roky     | Záp.     | Góly     |
| -------- | -------- | -------- |
| 2001     | 4        | 0        |
| Celkem   | 4        | 0        |

## Úspěchy

### Reprezentační
- Mistrovství Asie:  2001